# Hoàng Diệu, Chương Mỹ
Hoàng Diệu là một xã thuộc huyện Chương Mỹ, thành phố Hà Nội, Việt Nam.
Xã Hoàng Diệu có diện tích 8,06 km², dân số năm 1999 là 8.381 người, mật độ dân số đạt 1.040 người/km².